# كاتو (هيوغو)
مدينة كاتو (بالإنجليزية: Katō)‏ هي أحد المدن التابعة لمحافظة هيوغو. تأسست رسميًا في 20/03/2006. ويقدر عدد سكانها بـ 39935 نسمة حسب تقدير مكتب الإحصاء الياباني لعام 2012. تبلغ مساحة كاتو 157.49 كم2. بكثافة سكانية تبلغ 254 نسمة/كم2.

## توأمة
لكاتو (هيوغو) اتفاقيات توأمة مع:
- أولمبيا